# Rif'at al-Asad
Rif'at Alí al-Asad (arabsky رفعت علي الأسد‎‎; * 22. srpna 1937 Qardáha) je bývalý syrský vojenský důstojník a politik. Je mladším bratrem zesnulého syrského prezidenta Háfize al-Asada a Džamíla al-Asada a strýcem bývalého prezidenta Bašára al-Asada. Jakožto velitel alavitské polovojenské jednotky hrál významnou roli při masakru v Hamá v roce 1982, který nařídil jeho bratr Háfiz a během něhož zemřelo 10 000–40 000 lidí.
Po neúspěšném pokusu o svrhnutí Háfize v roce 1984 odešel do evropského exilu. Do Sýrie se vrátil v roce 2021 poté, co byl ve Francii shledán vinným z praní špinavých peněz a zpronevěry syrských veřejných prostředků. V září 2022 tento rozsudek potvrdil Kasační dvůr, nejvyšší soud ve Francii.
V srpnu 2023 na něj Švýcarsko vydalo mezinárodní zatykač, a to v souvislosti s podílem na válečných zločinech spáchaných ve městě Hamá v únoru 1982.

## Mládí a vzdělání
Narodil se 22. srpna 1937 ve městě Qardáha nedaleko Latákie. Pochází z chudé alavitské rodiny. Jeho rodiče byli Alí al-Asad a Naisa Šálíš. Jeho otec byl dvakrát ženatý a měl jedenáct dětí. Jeho dědeček z otcovy strany, Sulajmán al-Wahiš, získal přezdívku al-Wahiš (divoká šelma) pro svou sílu. Vystudoval politologii a ekonomii na Damašské univerzitě a získal čestný doktorát Akademie věd Sovětského svazu.

## Kariéra
Ve svých 15 letech vstoupil do strany Ba'ath.

## Vyznamenání
- Velkokříž Řádu čestné legie (1986)[20][21]